# طرينة
طرينة إحدى قرى مركز المحلة الكبرى التابع لمحافظة الغربية بجمهورية مصر العربية.

## التاريخ
قرية طرينة من القرى القديمة، حيث وردت باسم «طرينا» في أعمال الغربية ضمن قرى الروك الصلاحي التي أحصاها ابن مماتي في كتاب قوانين الدواوين، كما وردت باسم «طرينه» في أعمال الغربية ضمن قرى الروك الناصري التي أحصاها ابن الجيعان في كتاب «التحفة السنية بأسماء البلاد المصرية».
وردت باسم «طرينه» في التربيع العثماني الذي أجراه الوالي العثماني سليمان باشا الخادم في عصر السلطان العثماني سليمان القانوني ضمن قرى ولاية الغربية، وفي تاريخ 1228هـ/1813م الذي عدّ قرى مصر بعد المسح الذي قام به محمد علي باشا باسم «طرينة» ضمن قرى مديرية الغربية. عُثر بالقرية على قطعة من الحجر الرملي الأحمر بأحد جوامعها منقوش عليه اسم الفرعون نخاو الثاني. ومن أعرق العائلات التى سكنت بها فى القرن الثامن عشر عائله داود بن محمد بن أبو  زيد  الذى كان عاملا الخديو العثمانى على أعمال الغربيه وتوفر ودفن بها فى منتصف القرن الثامن عشر الميلادى.

## التعليم
تصل نسبة الأمية في القرية إلى 52.78% بين من تجاوزوا العاشرة من عمرهم، بينما تصل نسبة من حصلوا على تعليم جامعي إلى 1.2% من جملة السكان.

## الخدمات
تعاني القرية من فقر في الخدمات ونقص في خدمة الصرف الصحي الحديث.

## السكان
بلغ عدد سكان طرينة 8072 نسمة حسب تقدير عام 2018.
| السنة  | 1882 | 1897 | 1907 | 1927 | 1947 | 1960 | 1976 | 1986 | 1996 | 2006  | 2018 |
| ------ | ---- | ---- | ---- | ---- | ---- | ---- | ---- | ---- | ---- | ----- | ---- |
| القرية | 406  | 932  | 1007 | 1171 | 1606 | 2268 | 3180 | 3942 | 4987 | 5,827 | 8072 |